# Font de les Aigües
La Font de les Aigües és una font del terme municipal de Tremp, del Pallars Jussà, a l'antic terme ribagorçà de Sapeira, en territori del poble de Tercui.
Està situada a 1.062 m d'altitud, al nord-est de Tercui, al capdamunt de la vall del barranc de Russirera.